# Пшево (Орловская область)
Пше́во (Пшёво) — упразднённое село в Новосильском районе Орловской области России.

## Название
Первоначальное название Пшев — от протекающей здесь речки Пшевки (Пшеви). Слова пша — «родник, вода» (груз.), пшахва — «речная долина» (абхаз.) могут подтверждать гипотезу историков о заселении в древности этой местности скифо-сарматскими племенами непосредственно, или позже западными славянами. После «обрусения» у названия селения появился суффикс принадлежности — «мягкий знак» (Пшевь), а у речки — уменьшительный суффикс «к» (Пшевка). При расселении крестьян и образования нового поселения выше по течению Вышней Пшеви к данному поселению перешло название Нижняя Пшевь.
Волости и важнейшие селения Европейской России 1886 года
приводят два названия: Пшево (Сухотинка)

## География
Располагалось на левом берегу реки Пшевки в 14 км от Новосиля и в полукилометре от ближайшего села Шейно.

## История
Входило в состав Косаревской волости Новосильского уезда Тульской губернии. Образовало Пшевское сельское общество Касаревской волости  (1858 год)
По высочайшему указу Петра I в 1715 году новосильские казаки, пушкари и стрельцы были расселены по Новосильскому уезду к востоку, юго-востоку и югу от Новосиля. Между старой рязанской и ливенской большими дорогами, казаки основали новые селения — Пшеву, Косарево, Галичье, Скородное, Дичню, Петушки, Каменку и другие хутора.
Время образования прихода (построения первой церкви) письменно неизвестно. Новый каменный храм во имя Вознесения Господня построен в 1751 году на средства прихожан. Приход состоял из самого села и деревень: Шеина (сельцо), Стракина, Мартиновка, Посулиха (часть деревни Стра[о]кино), Сухотинка (Пшево-Сухотинка), Сухое Головище, Сапуновка (в н. вр. не существует), Толстая (Подтолстая) (в н. вр. не существует), Пиавочная, Ветчинкина, Новая (Новая Деревня). Большинство деревень, входящих в приход, были образованы переселенцами в основном из Нижней Пшеви и частично из Строкино. В 1894 году в селе была открыта школа грамоты.

## Население
В 1857 году в селе насчитывалось 26 человек военного ведомства, 351 — крестьян государственных на 47 дворах. Мужчин — 222, женщин — 229
К 1886 году дворов 65, жителей 554.
Фамилии с.Пшев по данным ревизских сказок 10 ревизии (1858 год):
Букреев (1), Булухов (1), Гласков (1), Полухин (7), Поспелов (3), Прилепский (11), Хвостов (4), Ченской (7)

## Достопримечательности, памятные места
Недалеко от урочища находится святой источник Всемилостивого Спаса и Пресвятой Богородицы

## Транспорт
Урочище доступно по следующему маршруту: от г. Новосиль 9 км на восток по дороге 54А-1Э, затем свернуть направо на грунтовку на Голянку — Шейно, 5 км. Далее 1 км пешком или на внедорожнике.
Согласно справочнику «XLIV. Тульская Губерния. Списки населенных мест по сведениям 1859 года» село находилось по правую сторону Ефремовской большой дороги (из г. Новосиля в г. Ефремов).